# 벌레스크

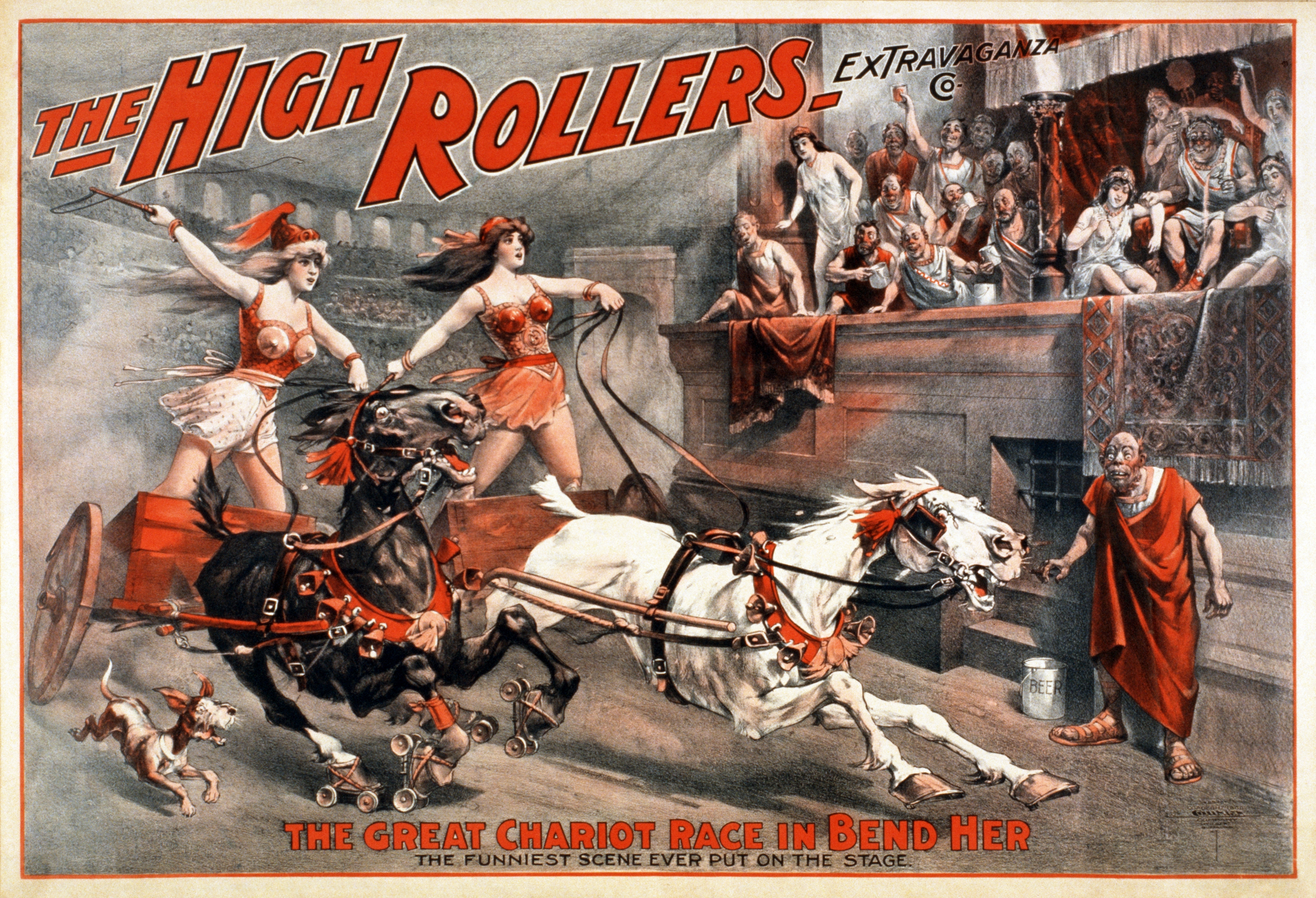
1900년 경 벌레스크 (벤허)

벌레스크(프랑스어: burlesque 뷔를레스크[*], 영어: burlesque)란 제1의미로는 셰익스피어 등과 같이 선행한 예문 작품을 패러디하는 양식을 말하며 일반적으로는 성적(性的)인 웃음을 유발하는 콩트나 누드까지는 이르지 않는 여성의 매력을 강조한 춤을 포함한 쇼를 말한다.
원래의 뜻은 고귀한 대상을 야비하게 표현하는 정신으로서 1600년경 이탈리아로부터 프랑스에 들어왔다. 초기에는 재치있는 말을 농하는 경향을 띠었으며 예술 형태로서는 1650년경에 유행했던 패러디를 낳았다.
그 대표적인 것으로는 폴 스카롱(1610-1660)의 <가짜 비르지르>가 있다. 스카롱은 <조드레> 등 천박하면서도 유쾌한 희극작품을 남겼다. 또 하나의 대표자 시라노 드 베르주라크(1619-1655)는 박학한 무신론자로 야릇한 저작을 남겼으며 사상적으로는 몰리에르에게 영향을 미쳤다 한다.
뷔를레스크의 연극계에서의 한 경향은 희비극 등의 유행에서 찾아볼 수 있다. 목가극적 비극의 명작 <피라므와 티스베>를 쓴 테오일 드 비오(Theohile de Viou, 1590-1626)는 사상적으로 시라노와 가깝다. 또한 메레(Mariet, 1604-1686)의 희비극과 전원극을 혼합시킨 작품 <시르바넬>도 뷔를레스크적 연극의 한 예라고 하겠다.

## 참조 자료
- 이 문서에는 다음커뮤니케이션(현 카카오)에서 GFDL 또는 CC-SA 라이선스로 배포한 글로벌 세계대백과사전의 내용을 기초로 작성된 글이 포함되어 있습니다.

## 같이 보기
- 빅토리아 벌레스크(영어판)
- 아메리칸 벌레스크(영어판)